# 艾揚

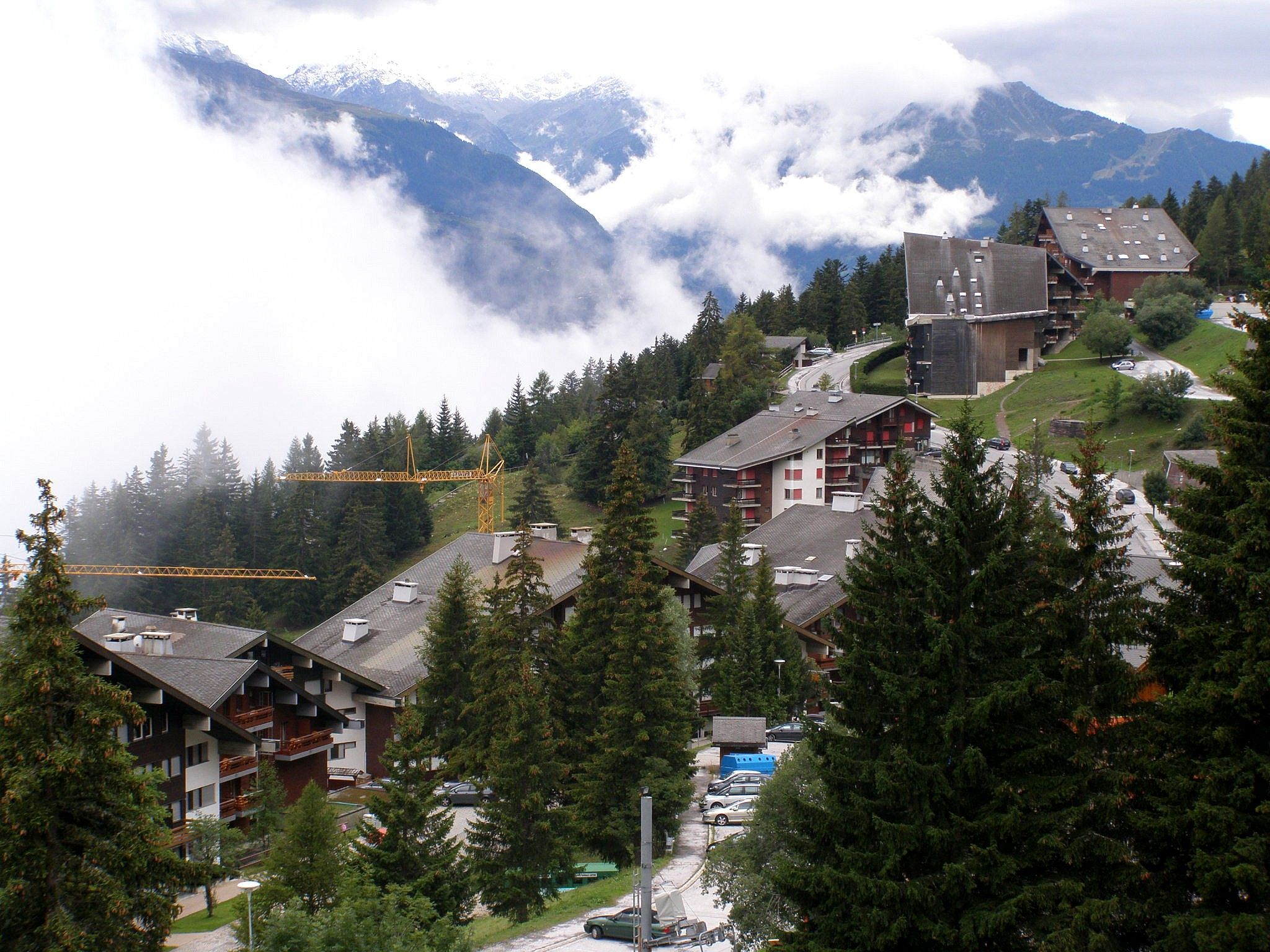

艾揚是瑞士的城鎮，位於該國南部，由瓦萊州負責管轄，面積55.13平方公里，海拔高度967米，2011年人口3,680，八成半人口信奉羅馬天主教，人口密度每平方公里67人。

## 友好城市
- 法國 圣布雷万莱潘

## 外部連結
- Official website （页面存档备份，存于） （法文）